# Acres Green
Acres Green è un centro abitato (census-designated place) degli Stati Uniti d'America, situato nella contea di Douglas dello stato del Colorado. Nel censimento del 2000 la popolazione era di 3.205 abitanti.

## Geografia fisica
Secondo i rilevamenti dell'United States Census Bureau, Acres Green si estende su una superficie di 1,6 km².